# 肯莫爾 (紐約州)
肯莫爾（英語：Kenmore）是位於美國紐約州伊利縣的村。

## 人口
根據2020年美國人口普查的數據，肯莫爾的面積為3.72平方千米，皆為陸地。當地共有人口15205人，而人口密度為每平方千米4,087人。